# Blastobasis walsinghami
Blastobasis walsinghami é uma espécie de mariposa do gênero Blastobasis pertencente à família Coleophoridae.